# Velká jedle (Janské Údolí)
Velká jedle je památná jedle bělokorá, která roste na katastrálním území Janské Údolí v okrese Český Krumlov. Obvodem kmene (355 cm) jde o nejmohutnější památnou jedli jižních Čech. Nachází se na východním svahu hory Bulový v CHKO Blanský les, v nadmořské výšce 825 m v blízkosti krajnice lesní komunikace.

## Základní údaje
- název: Velká jedle
- výška: 31 m[1]
- obvod: 355 cm[1]
- stáří: 160 let